# Котраг
Котраг (630 — після 700) — 1-й хан волзьких болгар. У візантійців відомий як Казаріг.

## Життєпис
Походив з династії Дуло. Другий син Кубрата, хана Великої Болгарії. Народився близько 630 року. Після смерті батька наприкінці 660-х років брати Котрага — Аспарух і Батбаян — розпочали боротьбу за владу, в якій Котраг підтримав останнього. В результаті Велика Болгарія розпалася на два союзи племен. Це в свою чергу послабило державу, яка зазнала поразки від Хозарського каганату. В результаті булгари Батбаяна підкорилися останній, Аспарух рушив на Балкани, а Котраг після 660 року (за іншими відомостями це сталося між 671 і 675 роками) відкочував на північ.
Котраг очолив одну з орд, що була частиною племінної групи кутригурів. Зайняв область від Самарської луки до Ками, підкоривши балтослов'янські племена південної іменьківської культури. Відомо також про приєднання до Котраг племені тюркського буляр (білер), одних з предків сучасник башкирів. Йому спадкував син Ірхан.